# Paintball (film)
Pour l’article homonyme, voir Paintball.
Pour plus de détails, voir Fiche technique et Distribution.
Paintball est un film d'horreur et d'action espagnol, réalisé par Daniel Benmayor en 2009.

## Synopsis
Les meilleurs joueurs de paintball au monde sont réunis sur un terrain clandestin. Divisés en deux équipes, ils doivent rejoindre au plus vite un point bien précis. Mais la partie dérape lorsque l'un des participants reçoit une vraie balle et meurt. Commence alors un jeu d'un genre nouveau et dont le but est simple : survivre !

## Fiche technique
- Titre original : Paintball
- Réalisation : Daniel Benmayor
- Scénario : Daniel Benmayor
- Production : Daniel Benmayor
- Société de distribution : Wild Side (société de distribution française)
- Format : 1:2,35 - 35 mm[1]
- Langue : Anglais
- Dates de sortie[2] :
  -  Espagne : 2009 (DVD et Blu-ray)
 France : 5 janvier 2010 (DVD et Blu-ray)
- Classification : Interdit aux moins de 12 ans avec avertissement[2].

## Distribution
- Edmond Jimmy (VF : Cristiano )  : Claudio Capeo
- Quentin Delamotte  (VF : Claudio Dos Santos)  : Eric
- Brendan Mackey (VF : Philippe Allard)  : David
- Neil Maskell (VF : Thierry Janssen)  : Franck
- Peter Vives Newey (VF : Christophe Hespel)  : John
- Iaione Perez (VF : Marion Nguien)  : Iris
- Claudia Bassols : Claudia
- Lada Rudakova (VF : Alexandra Corréa)  : La voix
- Joshua Zamrycki : Joueur 2
- Anna Casas (VF : Marcha Van Boven)  : Brenda